# مارتن جلين موراي
مارتن جلين موراي (بالإنجليزية: Martin Glyn Murray)‏ هو عازف قيثارة وموسيقي وممثل ، ولد في 1 فبراير 1966 في الدنمارك.

## وصلات خارجية
- مارتن جلين موراي على موقع IMDb (الإنجليزية)
- مارتن جلين موراي على موقع قاعدة بيانات الفيلم (الإنجليزية)